# Soldiers of the Night
Soldiers of the Night è l'album di debutto del gruppo musicale heavy metal Vicious Rumors, inciso nel 1985 sotto contratto con la Shrapnel Records. È noto per essere l'unico album con la formazione comprendente il cantante Gary St. Pierre ed il chitarrista statunitense Vinnie Moore.

## Tracce
1. Premonition – 1:03
2. Ride (Into the Sun) – 3:44
3. Medusa – 3:57
4. Soldiers of the Night – 4:22
5. Murder – 4:01
6. March or Die – 4:40
7. Blitz the World – 3:38
8. Invader – 2:51
9. In Fire – 3:21
10. Domestic Bliss – 3:42
11. Blistering Winds – 3:26

## Formazione
- Geoff Thorpe - chitarra
- Vinnie Moore - chitarra
- Gary St. Pierre - voce
- Dave Starr - basso
- Larry Howe - batteria